# Chiesa di San Mauro (Maniago)
La chiesa di San Mauro,  dedicata a san Mauro martire, vescovo di Parenzo, è il duomo di Maniago, in provincia di Pordenone e diocesi di Concordia-Pordenone; fa parte della forania di Maniago.
Rappresenta uno dei più significativi esempi di architettura tardo-gotica del Friuli.

## Storia

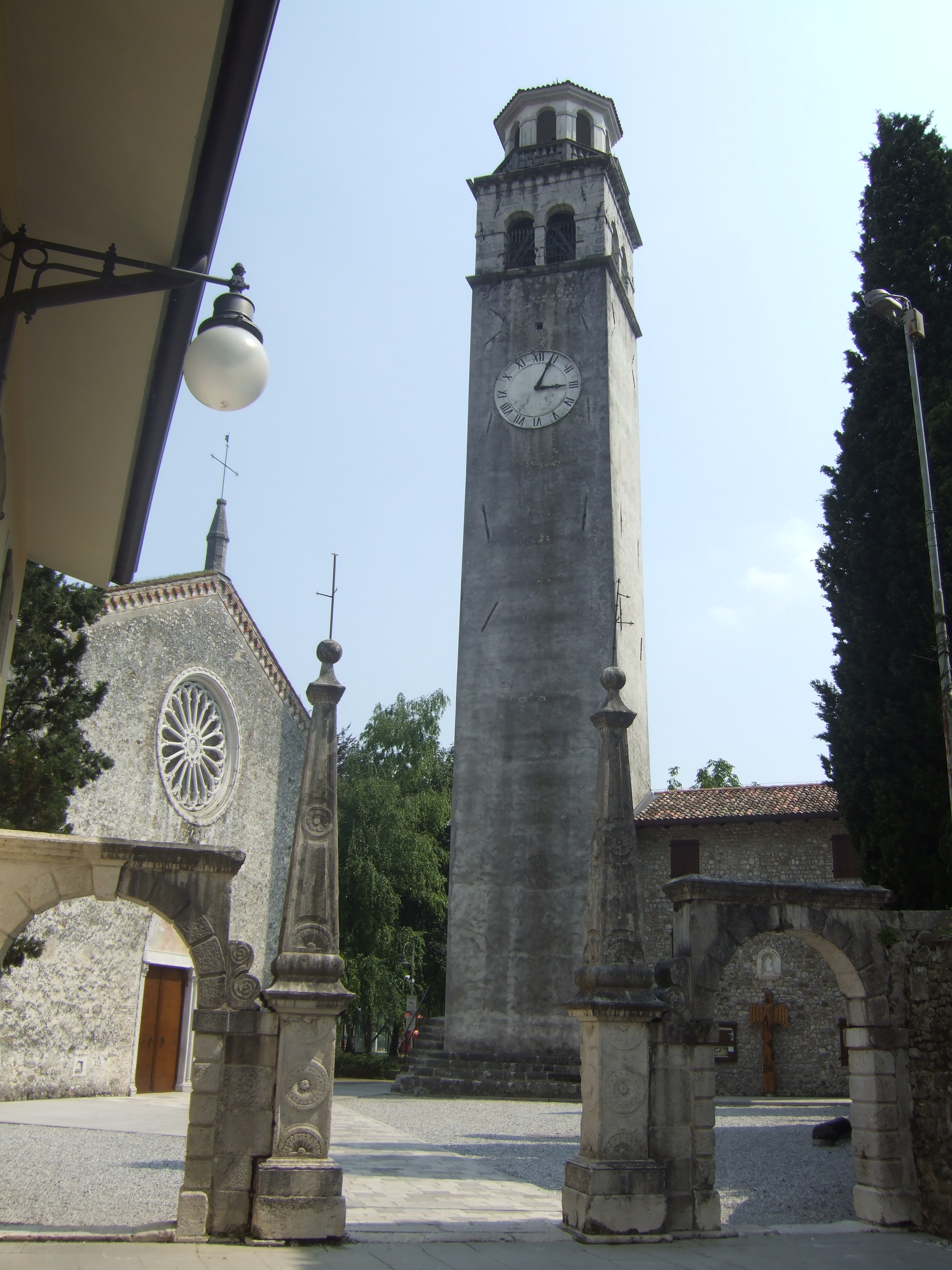
Il duomo con il campanile.

Le notizie sulla sua erezione risalgono al 1488, anche se numerosi frammenti scultorei presenti nelle murature testimoniano precedenti vicende costruttive: tra questi un frammento con pavone e cinque altri uccelli, un altro con un cervo e l'ultimo con un motivo ornamentale ad intreccio. Sono elementi che quasi sicuramente provengono da un antico pluteo della precedente costruzione.

### Campanile
La torre campanaria è di poco posteriore alla chiesa, anche se è stata modificata più volte nei secoli ed ha assunto la forma attuale e definita nel corso del Settecento.
Un primo orologio fu installato nel 1745, a cura di Giacomo e Osvaldo Antonio Cappellari da Pesariis, già a quel tempo famosa sede di orologiai.
Un ultimo restauro è stato effettuato dopo il terremoto del Friuli del 1976; ha interessato l'ottagono superiore del campanile, il cornicione e la cella campanaria, con la sostituzione nel 1982 delle 3 campane, ad opera della fonderia De Poli di Revine Lago (TV), installate a slancio friulano. Nell'ottagono soprastante la cella campanaria è presente un campanello fuso dalla fonderia Grassmayr di Innsbruck nel 2011.

## Facciata

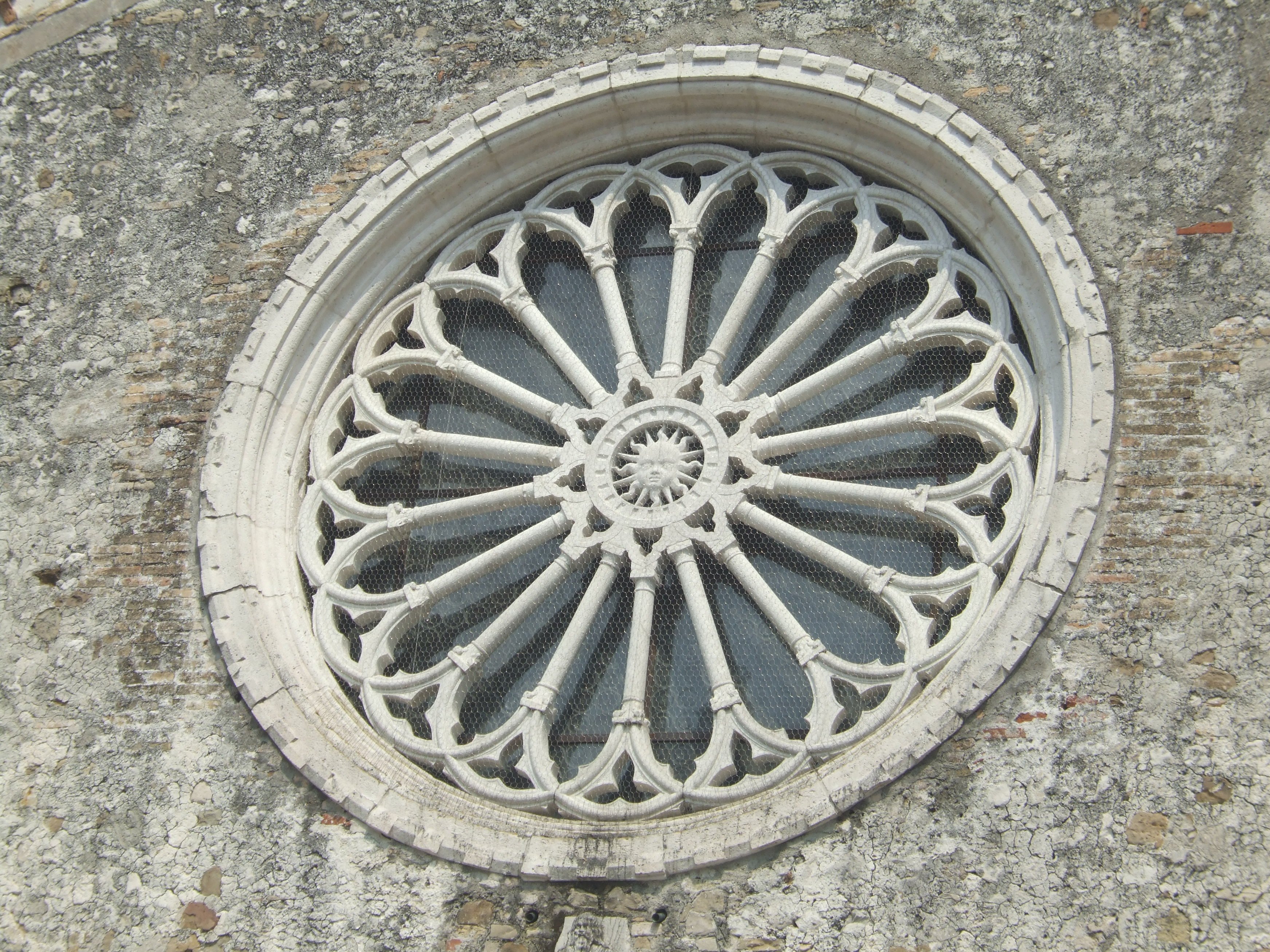
Il rosone.

L'originale ingresso all'area del Duomo è costituito da due portali settecenteschi, opera di Giacomo Conte. La semplice facciata a capanna è impreziosita dal rosone centrale altamente decorativo e dal portale a sesto acuto.
Il rosone è contornato da una spessa cornice dentata, si compone di 18 archetti trilobati con al centro un sole raggiante; il medesimo decoro si trova nel portale, elegantemente ornato da due colonnine tortili che convengono verso l'alto dove troneggia il padre benedicente.

## Interno
L'interno è costituito da un'unica navata coperta a capriate lignee. Vi sono tre cappelle absidiali e quattro laterali.

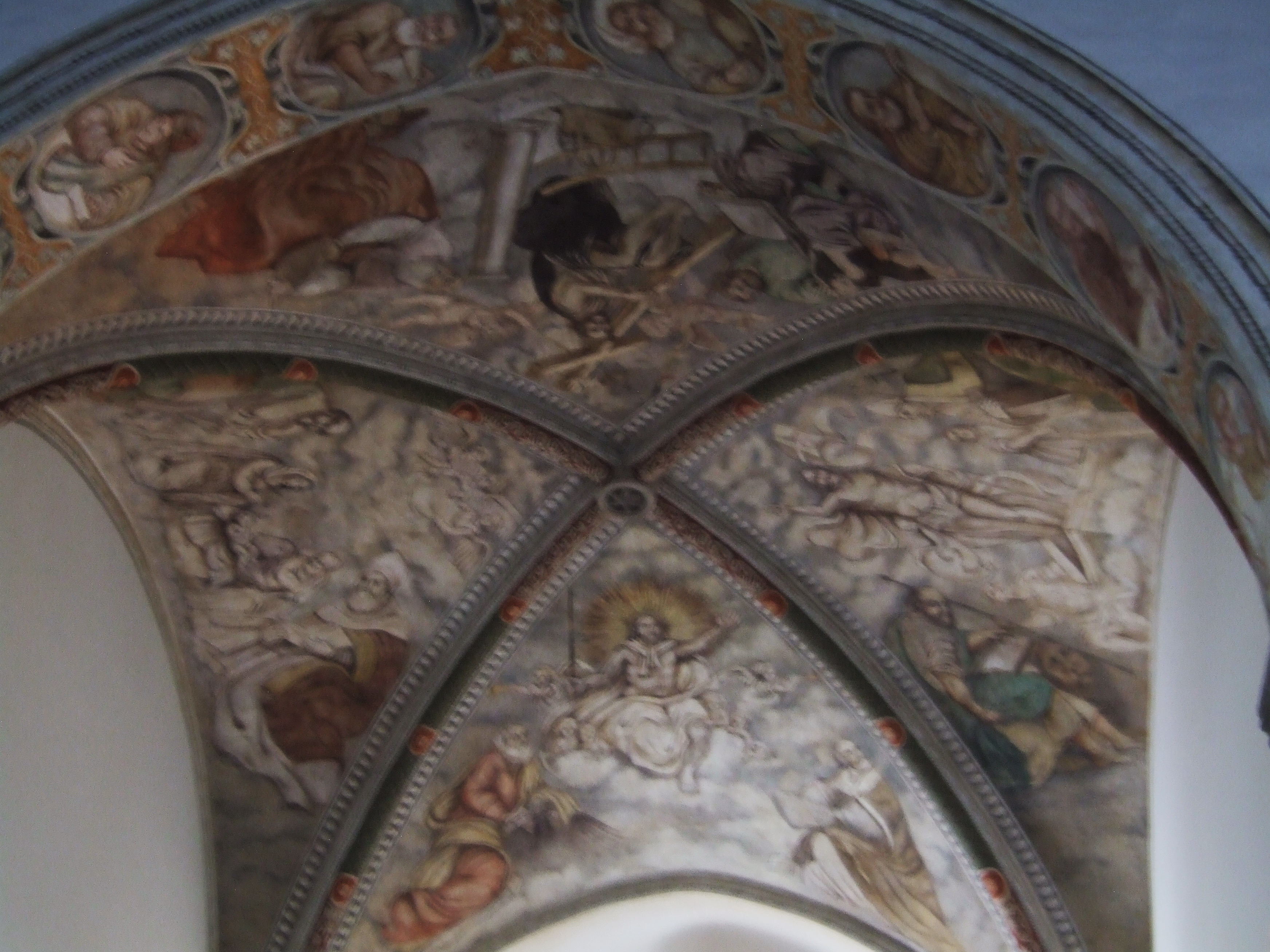
Il coro con gli affreschi di Pomponio Amalteo.

Nella cappella absidale destra, dedicata a san Giovanni Battista, è presente la pala con Cristo in gloria con i santi Giovanni Battista, Giovanni Evangelista, Giuseppe, Pietro e Giacomo, lavoro di Pomponio Amalteo del 1558. Lo sfondo dell'opera contiene raffigurazioni della Maniago contemporanea, come il castello sulla cima del monte ed il Duomo stesso. Nella predella tre scene tratte dalla Vita del Battista.

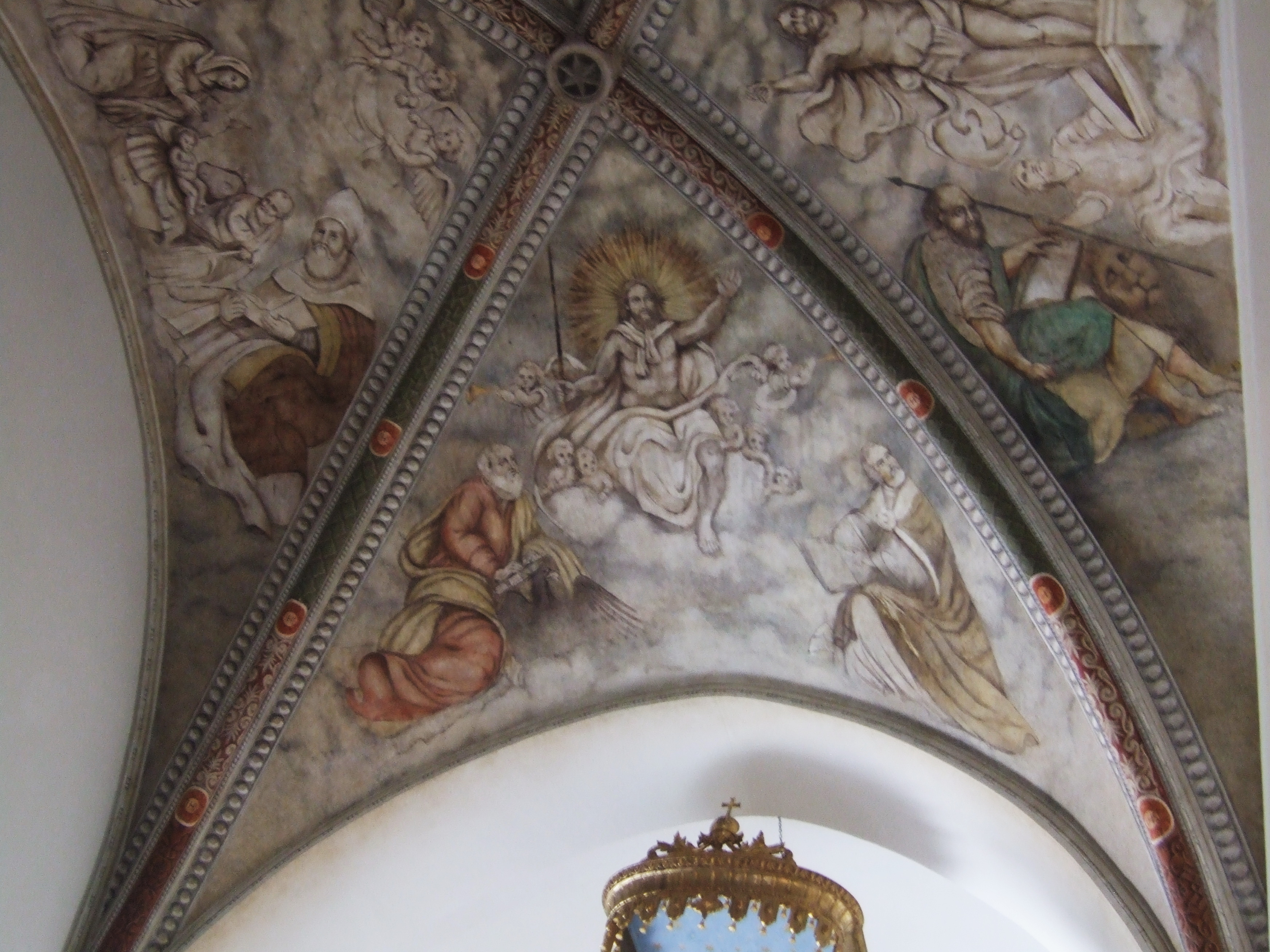
Giudizio Universale
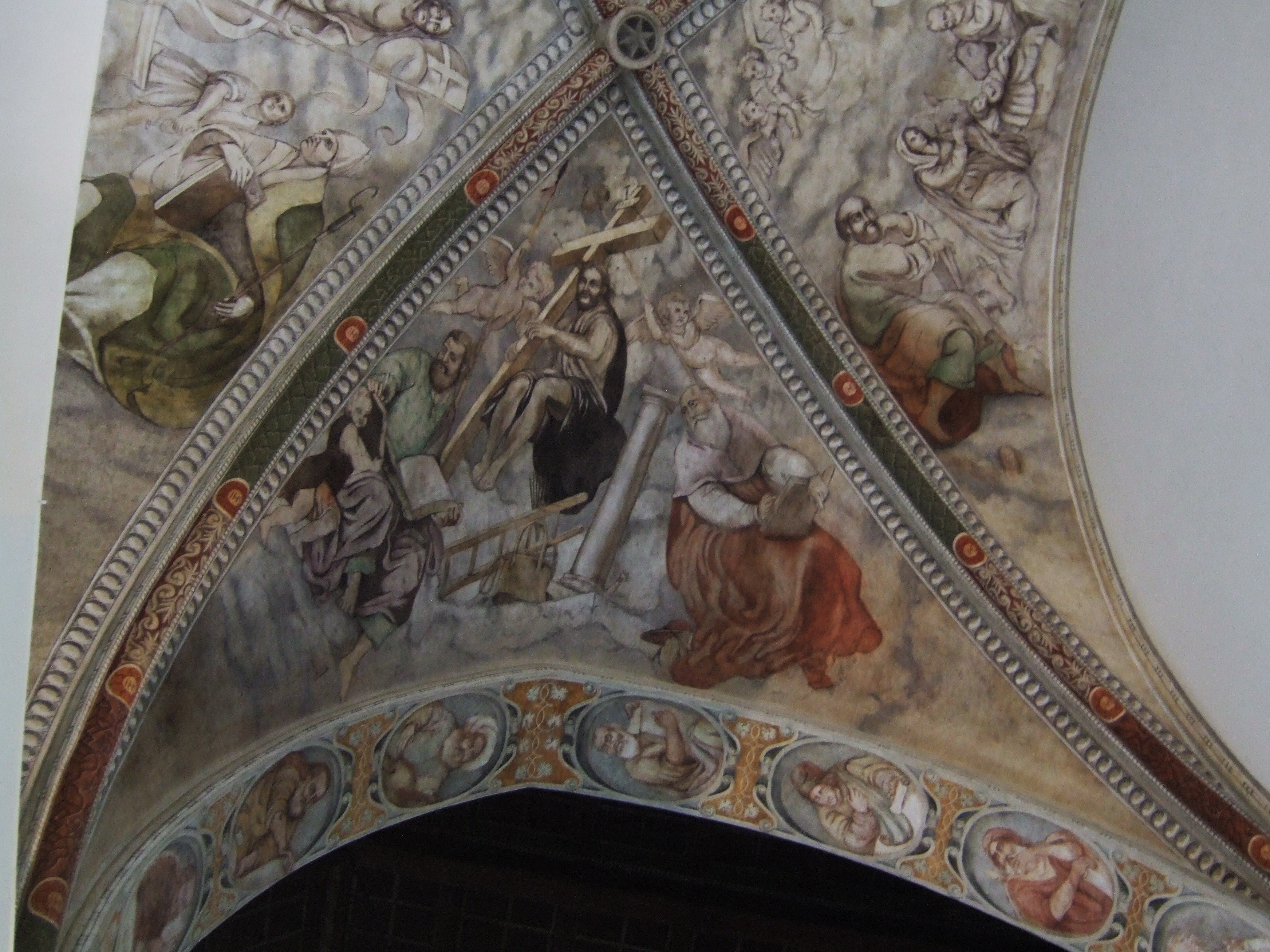
Cristo in croce
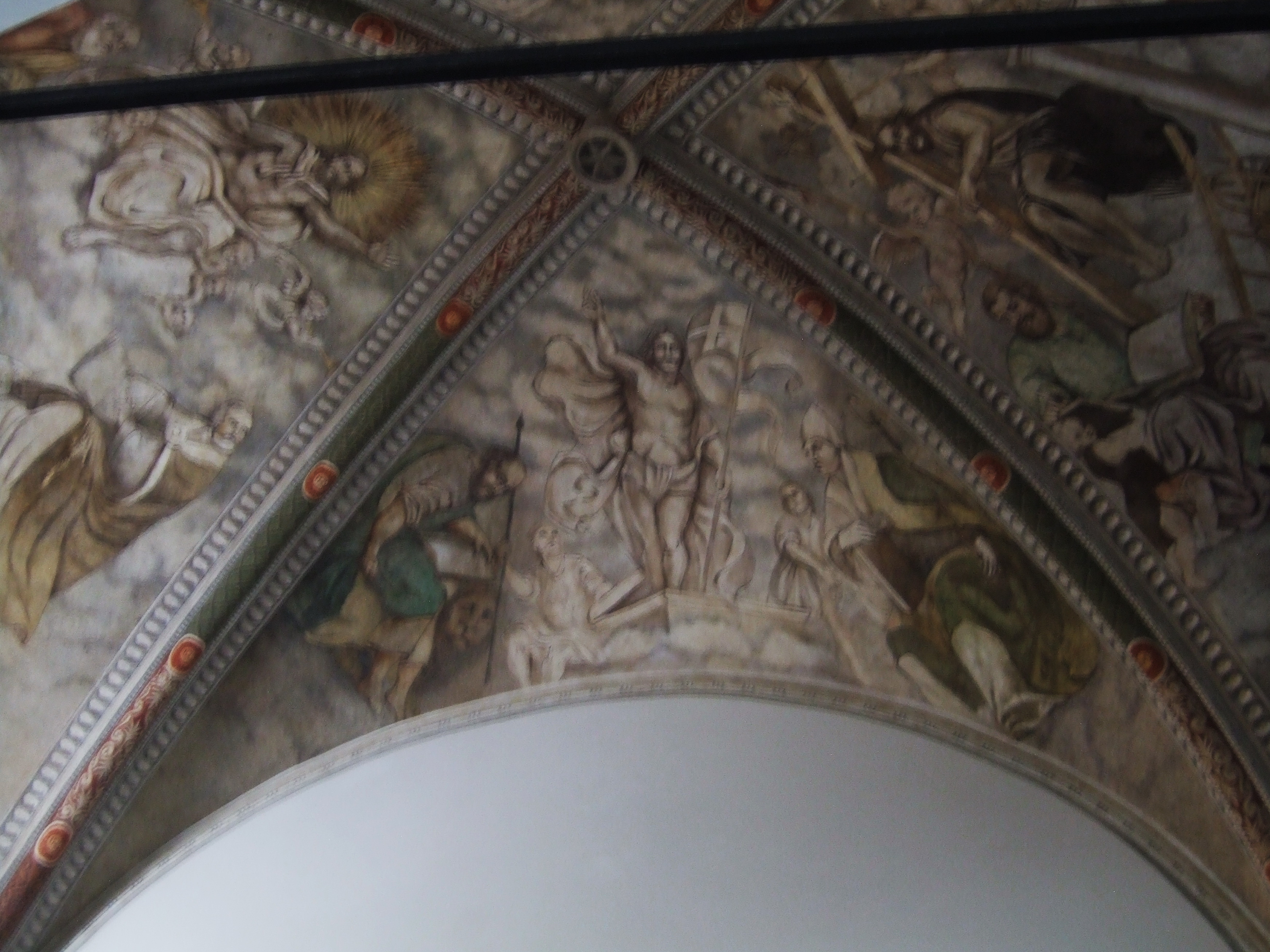
Resurrezione

Nell'abside affreschi eseguiti dall'Amalteo, risalenti al 1572 circa, che però risultano molto deteriorati e di difficile lettura.
Vi sono anche diversi dipinti del Seicento e del Settecento tra i quali vanno ricordati:
- la Trinità di Isaac Fischer del 1688;
- la Madonna del Rosario con il bambin Gesù e i santi Domenico e Caterina da Siena, lavoro di Tommaso Vecellio del 1625;
- il San Pietro di Alcantara di Girolamo Brusaferro del 1720 in controfacciata;
- la Pala di san Vincenzo di Giuseppe de Gobbis del 1765 circa.
- la Pala di San Rocco con San Valentino e San Sebastiano, cappella di san Rocco, di Giovanni Giuseppe Cosattini
- Estasi di San Francesco, cappella di san Rocco, di Giovanni Giuseppe Cosattini

Tra le opere scultoree:
- Altare ligneo del Rosario, lavoro della bottega di Giovanni Auregne del 1628;
- Altare di san Rocco;
- Altare maggiore in marmi policromi della bottega veneziana dei fratelli Bettanelli e risalente al 1693;
- Fonte battesimale del 1549 di scuola medunese, con putti pronti a sorreggere la vasca.